# Wieselburg (Austria)
Wieselburg – miasto w Austrii, w kraju związkowym Dolna Austria, w powiecie Scheibbs. Według Austriackiego Urzędu Statystycznego liczyło 3 828 mieszkańców (1 stycznia 2014).

## Współpraca
Miejscowość partnerska:
- Kreiensen, Niemcy